# 菊枕
菊枕（きくまくら）とは、乾燥させた菊の花弁を詰め物に用いた枕。晩秋の季語でもある。

## 概要
菊は漢方では体の無駄な熱を冷ますとされ、邪気を払い、不老長寿を得ることが出来るとして珍重された。
秋に採取し、天日で乾燥させた菊の花を詰め物代わりに使うため、上品な香気がある。